# وكالة سفر

مكاتب سفريات في أحد المطارات

وكالة السفر هي جهة تساعد الناس على تنظيم الرحلات والعطل عن طريق عمل تدابير استعدادهم للسفر. فهي تحجز لهم غرفا في الفنادق، ومقاعد في وسائل النقل، كما تنظم لهم رحلات سياحية. وتعين لهم مرشدين يساعدونهم في الحصول على جوازات السفر والتأشيرات التي يحتاج إليها المسافرون إلى البلاد الأخرى، وتنظم الرحلات السياحية للأفراد والجماعات.

## أقسام وكالات السفر
قسم السياحة الداخلية - قسم السياحة الخارجية - قسم الحجز (طيران - بواخر - فنادق) - العلاقات العامة - السياحة العلاجية - السياحة الدينية (الحج والعمرة) وهناك أقسام أخرى توجد في البعض ولا توجد في البعض الآخر

## مصدر دخل وكالة السفر
يأتي معظم دخل وكالات السفر من العمولات التي تدفعها الخطوط الجوية وشركات تأجير السيارات والفنادق، ومديرو المؤسسات التي تخدم المسافرين. وتدفع هذه المؤسسات عمولة على كل حجز تقوم به أية وكالة سفر، أو على أية تذكرة تبيعها، ولا يدفع المسافرون أي مبلغ عن معظم الخدمات التي تُقدم لهم. ولكن وكالات السفر يمكن أن تتقاضى قسطاً من المال مقابل التخطيط لرحلات سياحية فردية خاصة تستلزم كثيرا من وقتها وجهدها. وتعمل وكالات السفر في معظم أقطار العالم، وتكون مسؤولة عنها في معظم الأحيان جهات خاصة، إلا أن الحكومات في بعض الدول الأوروبية الشرقية تملك كل وكالات السفر وتدير أعمالها، ولاشك أن الأنظمة التي أملتها الصناعة نفسها قد ساعدت على تأسيس مقاييس للسلوك الخُلقي يلتزم بها أصحاب وكالات السفر.

## المسميات الوظيفية لموظفي وكالات السفر
- مدير وكالة السفر أو شركة السياحة (Travel Company Manager)
- مدير قسم السياحة الداخلية (Internal Tourism Manager)
- مدير قسم السياحة الخارجية (External Tourism Manager)
- مدير السياحة الدينية (Religious Tourism Manager)
- موظفى حجز التذاكر (طيران - فنادق - بواخر) (Booking Clerk)
- مدير العلاقات العامة (Public Relations Manager)
- مدير التسويق (Marketing Manager)
- منظم الرحلات والبرامج السياحية (Tour Operator)
- قائد الرحلات (Tour Leader)
- المرشد السياحى للشركة (Tour Guide)